# پری‌شاهرخ ایزابلا
پری‌شاهرخ ایزابلا (نام علمی: Oriolus isabellae) نام یک گونه از سرده پری‌شاهرخ است.